# Long Preston
Long Preston – wieś i civil parish w Anglii, w hrabstwie North Yorkshire, w dystrykcie (unitary authority) North Yorkshire. Leży 77 km na zachód od miasta York i 314 km na północny zachód od Londynu. W 2011 roku civil parish liczyła 742 mieszkańców. Long Preston jest wspomniana w Domesday Book (1086) jako Prestune.